# Petit château d'Eaubonne
Le Petit Château est un château situé à Eaubonne, dans le département du Val-d'Oise (Île-de-France).
Il a d'abord été inscrit en juillet 1942 puis seule sa façade nord d'inspiration gréco-romaine a été classée monument historique par arrêté du 27 juin 1967 dans la perspective de la démolition du reste de l'édifice, qui a eu lieu en 1969 pour établir un centre de paiement de la sécurité sociale.

## Historique
Le château a été construit pour Joseph Florent Le Normand de Mézières selon les plans de l'architecte Claude-Nicolas Ledoux (1736-1806), qui le décrit dans son ouvrage de 1804 L'Architecture considérée sous le rapport de l'art, des mœurs et de la législation. Des personnalités connues telles que Jean-François de Saint-Lambert, Louis-Jérôme Gohier et Merlin de Thionville ont vécu dans ce château classique. En 1889, le château abrite l'Institution des Enfants Arriérés de Gentilly avec de nouveaux bâtiments construits dans le parc ; les 10 hectares seront également lotis à partir de 1928.
Le bâtiment, divisé en plusieurs appartements en 1926, abrite successivement l'école de garçons Saint André en 1945, un Centre de Sécurité Sociale en 1971. Puis, acquis par la commune en 2009, il accueille depuis 2014 la Maison des Associations. L’arrêté d'inscription a été abrogé en décembre 2023.